# Beachcomber

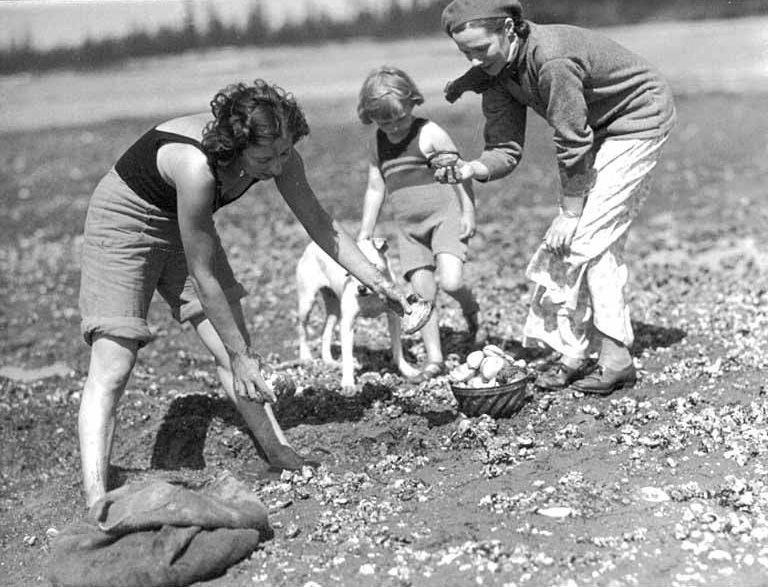
Ramassage de coquillages sur une plage de l'État de Washington, vers 1930.

Le beachcomber, appelé aussi batteur de grève ou écumeur de plage (littéralement « ratisseurs/peigneurs de plage ») est une figure classique des découvertes européennes dans le Pacifique, notamment au XIXe siècle où elle représente l'aventurier qui cherche à faire fortune dans les îles des mers du Sud. Le terme a évolué pour désigner des personnes longeant l'estran pour y trouver divers objets de valeur ou d'intérêt (produits de la mer, bois flotté, verre de mer, objets perdus ou jetés par les baigneurs, tessons de poterie, haricots de la mer, bouteilles à la mer, épaves et fortunes de mer…).
Le beachcombing (littéralement passer la « plage au peigne ») est un mode de vie en bord de mer des populations préhistoriques mais aussi un passe-temps actuel apprécié par ceux qui aiment la beauté du littoral et les trésors qu'il peut receler.

## Culture populaire
Robert Louis Stevenson en a fait une description sans complaisance dans Le Creux de la vague (The Ebb-Tide, 1894).
Une série télévisée canadienne (en) à succès porta aussi ce titre entre 1972 et 1990.
Dans le monde soviétique, le mot бич — bitch, c'est-à-dire beach(comber) — désigne d'abord le marin sans emploi, puis plus généralement le vagabond. Dans les années 1960-70, un rétroacronyme popularise le terme : бывший интеллигентный человек (byvchi intelligentny tchelovek, c'est-à-dire « personne anciennement intelligente ») ; il désigne les déclassés avec une nuance péjorative marquée (« déchet humain »). Dans le système du goulag, les bitchi et les bamovtsi (бамовец ou BAMeux) appartiennent aux classes inférieures de détenus ; des détenus pour parasitisme social qui restent bien souvent en Sibérie bien que leur peine soit commuée ou finie et vivotent dans des travaux de force .

## Modèle du beachcombing
En paléoanthropologie, le modèle du beachcombing propose que les adaptations techniques aux écosystèmes littoraux (pêche, collecte de mollusques marins qui sont des ressources continues et abondantes toute l'année) favoriseraient la dissémination des espèces d'homininés sur la planète en empruntant des routes côtières : sortie d'Afrique selon la « beachcomber arc route »  (route du sud via le Bab-el-Mandeb) autour de l'océan Indien,, expansion littorale de populations pré-Clovis via la « kelp highway » (« autoroute de varech ») sur la côte pacifique des Amériques.